# Руссо, Клеман
Клеман Руссо (фр. Clément Russo; род. 20 января 1995, Лион, Франция) — французский профессиональный шоссейный велогонщик, стажёр команды AG2R Citroën. Чемпион Франции по цикло-кроссу среди юниоров (2013) и среди мужчин в возрасте до 23 лет (2016).

## Достижения
2013
- 1-й - Чемпион Франции по цикло-кроссу среди юниоров

2016
- 1-й - Чемпион Франции по цикло-кроссу среди мужчин в возрасте до 23 лет
- 3-й на Grand Prix de la ville de Nogent-sur-Oise
- 3-й на Grand Prix d'Issoire

2017
- 3-й на Tour de Beauce